# Ighiu (okręg Harghita)
Ighiu (węg. Ége) – wieś w Rumunii, w okręgu Harghita, w gminie Ulieș. W 2011 roku liczyła 73 mieszkańców.